# Hydrochorema tenuicaudatum
Hydrochorema tenuicaudatum är en nattsländeart som beskrevs av Tillyard 1924. Hydrochorema tenuicaudatum ingår i släktet Hydrochorema och familjen Hydrobiosidae. Inga underarter finns listade i Catalogue of Life.